# ITunes Session (EP của Imagine Dragons)
iTunes Session là EP trực tiếp của ban nhạc indie rock Imagine Dragons được phát hành vào ngày 28 tháng 5 năm 2013 bởi hai hãng đĩa KidinaKorner và Interscope.

## Danh sách bài hát
| STT | Nhan đề       | Thời lượng |
| --- | ------------- | ---------- |
| 1.  | "It's Time"   | 4:05       |
| 2.  | "Radioactive" | 4:21       |
| 3.  | "Amsterdam"   | 3:52       |
| 4.  | "30 Lives"    | 3:19       |
| 5.  | "Destination" | 3:53       |

## Xếp hạng
| Bảng xếp hạng (2013)                     | Vị trí cao nhất |
| ---------------------------------------- | --------------- |
| Album Hoa Kỳ Billboard 200               | 56              |
| Album Hoa Kỳ Digital (Billboard)         | 23              |
| Album Hoa Kỳ Top Rock (Billboard)        | 17              |
| Album Hoa Kỳ Top Alternative (Billboard) | 13              |

## Lịch sử phát hành
| Quốc gia    | Ngày                | Định dạng | Hãng đĩa           |
| ----------- | ------------------- | --------- | ------------------ |
| Canada      | 28 tháng 5 năm 2013 | Tải nhạc  | Interscope Records |
| Mexico      | 28 tháng 5 năm 2013 | Tải nhạc  | Interscope Records |
| Mỹ          | 28 tháng 5 năm 2013 | Tải nhạc  | Interscope Records |
| Úc          | 29 tháng 5 năm 2013 | Tải nhạc  | Interscope Records |
| Bỉ          | 29 tháng 5 năm 2013 | Tải nhạc  | Interscope Records |
| Pháp        | 29 tháng 5 năm 2013 | Tải nhạc  | Interscope Records |
| Đức         | 29 tháng 5 năm 2013 | Tải nhạc  | Interscope Records |
| New Zealand | 29 tháng 5 năm 2013 | Tải nhạc  | Interscope Records |
| Anh         | 29 tháng 5 năm 2013 | Tải nhạc  | Interscope Records |